# Aleksander Birkenmajer
Aleksander Ludwik Birkenmajer (8 luglio 1890 – 30 settembre 1967) è stato uno storico e bibliologo polacco, specializzato nella storia delle scienze esatte e della filosofia. Professore all'Università Jagellonica di Cracovia e all'Università di Varsavia, insieme a Konstanty Michalski ideò e fondò il progetto Corpus philosophorum medii aevi..

## Biografia
Figlio dell'astronomo e storico della scienza Ludwik Antoni Birkenmajer, Aleksander frequentò le scuole di Chernikhov e poi il liceo dei Gesuiti a Chyrow. Dal 1908 al 1912 studiò filologia classica, fisica, matematica e storia all'Università Jagellonica di Cracovia. Nel 1914 completò il dottorato in tale ateneo, difendendo una tesi basata sulla monografia di Enrico Bate di Malines e su un'edizione annotata delle Tavole alfonsine. La dissertazione fu preparata sotto la supervisione di Władysław Natanson.
Dopo aver collaborato con l'osservatorio astronomic, nel 1924 divenne curatore del Dipartimento dei Manoscritti e delle Stampe Antiche della Biblioteca Jagellonica. Dopo aver presentato e difeso la successiva monografia sul Rinascimento delle scienze matematiche e naturali nel Medioevo, fu nominato professore e capo del Dipartimento di storia delle scienze esatte dell'Università di Cracovia. Nel 1931 si dimise da quest'ultimo incarico per protestare contro l'inerzia del Ministero polacco delle denominazioni religiose e della pubblica istruzione e delle autorità dell'Università Jagellonica nella direzione dello sviluppo della scienza polacca.
Nel novembre 1939 fu arrestato e imprigionato nel Campo di concentramento di Sachsenhausen, nel corso della Sonderaktion Krakau. Rilasciato nell'autunno del 1940, tornò in biblioteca in qualità di semplice bibliotecario e durante la guerra si sforzò di salvare e mettere al sicuro le collezioni. A metà del 1944 fu licenziato dalla Biblioteca, perché alcuni preziosi manoscritti - precedentemente destinati alla Germania nazista - erano scomparsi. Dopo la guerra fu contemporaneamente direttore della Biblioteca Jagellonica e della Biblioteca dell'Università di Poznan, fino al 1947. Nel 1951 divenne professore ordinario dell'Università di Varsavia, nonché titolare della cattedra di Bibliologia. Fu uno degli organizzatori del futuro Istituto per la storia della scienza dell'Accademia polacca delle scienze. Tra il 1954 e il 1966 diresse la Sezione di Storia delle Scienze Matematiche, Fisico-Chimiche e Geologiche-Geografiche presso il Dipartimento di Storia della Scienza e della Tecnologia dell'Accademia Polacca delle Scienze, oltre a ricoprire il ruolo di presidente del suo consiglio accademico.

## Produzione scientifica
Nel '53 Birkenmajer la prima edizione del De revolutionibus di Niccolò Copernico. Studioso di Witelo e di Aristotele, ascrisse a sant'Alberto Magno la paternità della Philosophia Pauperum.  Acquisì rapidamente una notevole notorietà internazionale nel campo della ricerca sul patrimonio di Copernico e Aristotele. Nel '35 entrò a far parte dell'Accademia internazionale di storia della scienza di cui fu vicepresidente dal '59 al '65, mentre nel '36 divenne membro dell'Accademia polacca della cultura. Fu inoltre membro della Royal Historical Society di Londra e dell'Associazione dei bibliotecari cechi di Praga.

## Principali libri e articoli
- La bibliothèque de Richard de Fournival et son sort ultérieur (1920)
- Études sur Witelo (1920)
- Kleinere Thomasfragen (1921)
- Henri Bate de Malines astronome et philosophe du 13e siècle (1923)
- Zur Bibliographie Alberts des Grossen (1924)
- Die Wiegendrucke der physichen Werke Johannes Versors (1925)
- Le rôle joué par les médecins et les naturalistes dans la réception d'Aristote aux XII-e et XIII-e siècles (1930)
- Zur Lebensgeschichte und wissenschaftlichen Tätigkeit von Giovanni Fontana (1395?-1455?) (1932)
- Découverte de fragments manuscrits de David de Dinant (1933)
- Formula (1933)
- Le premier système heliocentrique imaginé par Nicolas Copernic (1933)
- Avicennas Vorrede zum "Liber sufficientiae" und Roger Bacon (1934)
- Diophante et Euclide (1935)
- Eine wiedergefundene Übersetzung Gerhards von Cremona (1935)
- Pierre de Limoges commentateur de Richard de Fournival (1949)
- Mikolaj Kopernik (1954)
- Rober Grosseteste and Richard Fournival (1948)
- L'Université de Cracovie centre international d'enseignement astronomique à la fin du moyen-âge (1957)
- Copernic comme philosophe (1965)
- Les éléments traditionneles et nouveaux dans la cosmologie de Nicolas Copernic (1965)
- Alexius Sylvius Polonus (1593-ca 1653): a little-know maker of astronomical instruments (1968)
- (FR) Aleksander Birkenmajer, Études d'histoire des sciences et de la philosophie du Moyen Age, Studia Copernicana, 1, Wrocław, Zakład Narodowy im. Ossolińskich, 1970, OCLC 593287213.
- Aleksander Birkenmajer, Etudes d'histoire des sciences en Pologne, Breslau Polish Academy of Sciences, 1972, OCLC 561206058.
- Niccolò Copernico, Jerzy Dobrzycki, Jerzy Danielewicz e Juliusz Domański, Opera omnia.... 2: Nicolai Copernici De revolutionibus libri sex, Varsoviae, 1975, OCLC 462411576.